# Lijst van vlaggen van Saoedi-Arabië
Dit is een lijst van vlaggen van Saoedi-Arabië.

## Nationale vlag (perFIAV-codering)
|          | Civiele vlag | Staatsvlag | Oorlogsvlag |
| -------- | ------------ | ---------- | ----------- |
| Te land  | · ?          | · ?        | · ?         |
| Te water | · ?          | · ?        | · ?         |

## Koninklijke vlaggen
| Vlag | Periode | Functie                     | Beschrijving                                                       |
| ---- | ------- | --------------------------- | ------------------------------------------------------------------ |
|      |         | Vlag van het Huis van Saoed | Een nationale vlag met het gouden koninklijke embleem rechtsonder. |

## Militaire vlaggen
De oorlogsvlag is reeds in de eerste tabel te vinden.
| Vlag | Periode | Functie            | Beschrijving                                                                            |
| ---- | ------- | ------------------ | --------------------------------------------------------------------------------------- |
|      |         | Geus van de marine | Een blauwe vlag met in het midden een witte cirkel waarin het wapen van de marine staat |